# からかい上手の高木さん (アニメ)
『からかい上手の高木さん』（からかいじょうずのたかぎさん）は、山本崇一朗による日本の漫画作品『からかい上手の高木さん』および『あしたは土曜日』を原作としたアニメ作品。

## 概要
『ゲッサン』2017年8月号でテレビアニメ化が発表され、2018年1月から3月まで『あにめのめ』枠にて放送された。番組内では読売中高生新聞で連載されていた『あしたは土曜日』も放送された。2018年7月12日には新作OVAを付属した単行本9巻特別版が発売。
第2期『からかい上手の高木さん2』は『ゲッサン』2019年2月号で制作が発表され、2019年7月から9月までTOKYO MXほかにて放送された。BS放送はBS11から、のちに第1期の再放送を行ったBS日テレに変更となった。
第3期『からかい上手の高木さん3』は2021年9月に制作が発表され、ネット局が従来のTOKYO MX・読売テレビなどから毎日放送・TBS系列に移行・全国ネットに昇格し、2022年1月から3月まで同系列の『スーパーアニメイズム』枠ほかにて放送された。
原作では特に舞台となる地方や地域は明記されていないが、アニメ化に際しては原作者の出身地である小豆島土庄町近辺が舞台に設定されており、校舎などの描写は同島に実在する土庄町立土庄中学校が特別協力している。
2018年3月よりアニメの1シーンをGIF動画にしたものがGIFMAGAZINEにて配信されている。

## 登場人物
- 西片（にしかた） - 声：梶裕貴
- 高木さん（たかぎさん） - 声：高橋李依
- ミナ - 声：小原好美
- ユカリ - 声：M・A・O
- サナエ - 声：小倉唯
- 中井（なかい） - 声：内田雄馬
- 真野（まの） - 声：小岩井ことり
- 高木さんの母 - 声：種﨑敦美
- 西片の母 - 声：日髙のり子

## スタッフ
|                               | 第1期                                                        | 第2期                                 | 第3期                              |
| ----------------------------- | ------------------------------------------------------------ | ------------------------------------- | ---------------------------------- |
| 原作                          | 山本崇一朗                                                   | 山本崇一朗                            | 山本崇一朗                         |
| 監督                          | 赤城博昭                                                     | 赤城博昭                              | 赤城博昭                           |
| 副監督                        | -                                                            | 宇根信也                              | -                                  |
| シリーズ構成                  | 横手美智子                                                   | -                                     | -                                  |
| キャラクターデザイン          | 髙野綾                                                       | 髙野綾                                | 髙野綾                             |
| サブ キャラクターデザイン     | 茂木琢次、近藤奈都子                                         | 茂木琢次、近藤奈都子                  | -                                  |
| 美術デザイン                  | 氣賀澤佐知子（第1期第3話以降）                               | 氣賀澤佐知子（第1期第3話以降）        | -                                  |
| 美術監督                      | 氣賀澤佐知子（第1話・第2話） 越膳滝美（第3話 - 第12話、OVA） | 松宮由美                              | 笠原由紀                           |
| 美術設定                      | -                                                            | -                                     | 杉山晋史                           |
| 色彩設計                      | 蝦名佳代子                                                   | 蝦名佳代子                            | 蝦名佳代子                         |
| 撮影監督                      | 牧野真人                                                     | 牧野真人                              | 牧野真人                           |
| 編集                          | 中葉由美子                                                   | 中葉由美子                            | 中葉由美子                         |
| 音響監督                      | えのもとたかひろ                                             | えのもとたかひろ                      | えのもとたかひろ                   |
| 音楽                          | 堤博明                                                       | 堤博明                                | 堤博明                             |
| 音楽プロデューサー            | 礒部慧利                                                     | 上野裕平                              | 小林健樹                           |
| 音楽制作                      | TOHO animation RECORDS                                       | 東宝ミュージック                      | 東宝ミュージック                   |
| プロデューサー                | 佐々木礼子                                                   | 佐々木礼子                            | 佐々木礼子                         |
| プロデューサー                | 西川由香里                                                   | 西川由香里                            | -                                  |
| プロデューサー                | 榎本香菜、田中剛史、鈴木寿広 齋藤雅哉、江藤寛之              | 西啓、上野裕平                        | 西啓、上野裕平                     |
| プロデューサー                | 榎本香菜、田中剛史、鈴木寿広 齋藤雅哉、江藤寛之              | 平原唯灯、北尾優佳 上野勇介、岸田拓磨 | 櫻井洋介、伊藤悠公                 |
| アニメーション プロデューサー | 中島進                                                       | 中島進                                | -                                  |
| アニメーション プロデューサー | -                                                            | 中村和喜                              | 中村和喜                           |
| 企画協力                      | トムス・エンタテインメント                                   | -                                     | -                                  |
| アニメーション制作            | シンエイ動画                                                 | シンエイ動画                          | シンエイ動画                       |
| 製作                          | からかい上手の高木さん 製作委員会                            | からかい上手の高木さん2 製作委員会    | からかい上手の高木さん3 製作委員会 |

## 主題歌

### オープニングテーマ
オープニングテーマはシリーズを通して、作詞・作曲・歌を大原ゆい子、編曲を吉田穣が担当。
「言わないけどね。」
第1期オープニングテーマ。第2期第10話・第11話では高木さんによるカバー版がエンディングテーマとして使用された。
「ゼロセンチメートル」
第2期オープニングテーマ。
「まっすぐ」
第3期オープニングテーマ。
「まっすぐ〜ラララver.〜」
第3期第6話オープニングテーマ。

### エンディングテーマ
エンディングテーマは、特記ない限りシリーズを通して高木さん（高橋李依）がJ-POPの楽曲をカバーしている。
| 話数            | 曲名                       | 作詞                 | 作曲                 | 編曲     | カバー元           | 備考 |
| 第1期           | 第1期                      | 第1期                | 第1期                | 第1期    | 第1期              | 第1期 |
| --------------- | -------------------------- | -------------------- | -------------------- | -------- | ------------------ | --- |
| 第1話 第2話 OVA | 気まぐれロマンティック     | 水野良樹             | 水野良樹             | el       | いきものがかり     | |
| 第3話 第4話     | AM11:00                    | TUN                  | TUN                  | 吉田穣   | HY                 | |
| 第5話 第6話     | 自転車                     | 磯谷有希             | 恩田快人             | 吉田穣   | JUDY AND MARY      | |
| 第7話 第8話     | 風吹けば恋                 | 高橋久美子           | 橋本絵莉子           | 吉田穣   | チャットモンチー   | |
| 第9話 第10話    | 小さな恋のうた             | 上江洌清作           | MONGOL800            | 吉田穣   | MONGOL800          | |
| 第11話          | 愛唄                       | GReeeeN              | GReeeeN              | 吉田穣   | GReeeeN            | |
| 第12話          | 出逢った頃のように         | 五十嵐充             | 五十嵐充             | 吉田穣   | Every Little Thing | |
| 第2期           |                            |                      |                      |          |                    | |
| 第1話           | 奏（かなで）               | 大橋卓弥・常田真太郎 | 大橋卓弥・常田真太郎 | 久下真音 | スキマスイッチ     | |
| 第2話           | 粉雪                       | 藤巻亮太             | 藤巻亮太             | 久下真音 | レミオロメン       | |
| 第3話 第4話     | キセキ                     | GReeeeN              | GReeeeN              | 久下真音 | GReeeeN            | |
| 第5話 第6話     | ありがとう                 | 水野良樹             | 水野良樹             | 久下真音 | いきものがかり     | |
| 第7話           | STARS                      | 秋元康               | 川口大輔             | 久下真音 | 中島美嘉           | |
| 第8話 第9話     | あなたに                   | 上江洌清作           | MONGOL800            | 久下真音 | MONGOL800          | |
| 第12話          | やさしい気持ち             | Chara                | Chara                | 久下真音 | Chara              | |
| 第3期           |                            |                      |                      |          |                    | |
| 第1話           | 夢で逢えたら               | 大瀧詠一             | 大瀧詠一             | 久下真音 | 大瀧詠一           | |
| 第2話 第3話     | Over Drive                 | YUKI                 | TAKUYA               | 久下真音 | JUDY AND MARY      | |
| 第4話 第5話     | ひまわりの約束             | 秦基博               | 秦基博               | 久下真音 | 秦基博             | |
| 第6話           | 学園天国                   | 阿久悠               | 井上忠夫             | 久下真音 | フィンガー5        | 歌：高木さん with 2年2組（西片〈梶裕貴〉、木村〈落合福嗣〉、高尾〈岡本信彦〉、ミナ〈小原好美〉、ユカリ〈M・A・O〉、サナエ〈小倉唯〉） |
| 第7話 第8話     | じょいふる                 | 水野良樹             | 水野良樹             | 久下真音 | いきものがかり     | |
| 第9話           | サンタが町にやってくる     | HAVEN GILLESPIE      | J FRED COOTS         | 久下真音 | -                  | 訳詞：神戸孝夫 |
| 第10話 第11話   | スノーマジックファンタジー | Fukase               | Nakajin              | 久下真音 | SEKAI NO OWARI     | |
| 第12話          | 花                         | ORANGE RANGE         | ORANGE RANGE         | 久下真音 | ORANGE RANGE       | |

### 挿入歌
「君と光」
第2期第12話挿入歌。作詞・作曲・歌は大原ゆい子、編曲はMANYO。
「RUNNER」
第3期第2話挿入歌。1988年の爆風スランプの楽曲。作詞はサンプラザ中野、作曲はNewファンキー末吉、編曲は堤博明。
「気まぐれロマンティック」
第3期第6話挿入歌。作詞・作曲は水野良樹、編曲はel。歌はミナ（小原好美）、ユカリ（M・A・O）、サナエ（小倉唯）。
「サンタになりたい」
第3期第9話挿入歌。作詞・作曲・歌は大原ゆい子、編曲はmanzo。
「風見鶏を見つけて」
第3期第12話挿入歌。作詞・作曲・歌は大原ゆい子、編曲はMANYO。

## 各話リスト

### 第1期
| 話数   | サブタイトル         | 脚本       | 絵コンテ          | 演出             | 作画監督                                       | 総作画監督 | 初放送日      |
| ------ | -------------------- | ---------- | ----------------- | ---------------- | ---------------------------------------------- | ---------- | ------------- |
| 第1話  | 消しゴム             | 横手美智子 | 赤城博昭          | 大嶋博之         | 茂木琢次                                       | 茂木琢次   | 2018年 1月8日 |
| 第1話  | 日直                 | 横手美智子 | 大嶋博之          | 大嶋博之         | 野田康行                                       | 茂木琢次   | 2018年 1月8日 |
| 第1話  | 変顔                 | 横手美智子 | 大嶋博之          | 大嶋博之         | 野田康行                                       | 茂木琢次   | 2018年 1月8日 |
| 第1話  | 百円                 | 横手美智子 | 大嶋博之          | 大嶋博之         | 待田新次                                       | 茂木琢次   | 2018年 1月8日 |
| 第2話  | 習字                 | 横手美智子 | 鈴木大司          | 鈴木大司         | 近藤奈都子                                     | 近藤奈都子 | 1月15日       |
| 第2話  | 衣替え               | 横手美智子 | 鈴木大司          | 鈴木大司         | 秦洋美                                         | 近藤奈都子 | 1月15日       |
| 第2話  | 英訳                 | 横手美智子 | 鈴木大司          | 鈴木大司         | 釘宮洋                                         | 近藤奈都子 | 1月15日       |
| 第2話  | プール               | 横手美智子 | 鈴木大司          | 鈴木大司         | 岩永大蔵                                       | 近藤奈都子 | 1月15日       |
| 第3話  | コーヒー             | 待田堂子   | パク・キョンスン  | パク・キョンスン | 秦洋美                                         | 茂木琢次   | 1月22日       |
| 第3話  | 空き缶               | 待田堂子   | パク・キョンスン  | パク・キョンスン | 中野彰子                                       | 茂木琢次   | 1月22日       |
| 第3話  | 炭酸                 | 待田堂子   | パク・キョンスン  | パク・キョンスン | 秦洋美                                         | 茂木琢次   | 1月22日       |
| 第3話  | 筋トレ               | 待田堂子   | パク・キョンスン  | パク・キョンスン | 中野彰子                                       | 茂木琢次   | 1月22日       |
| 第3話  | アフレコ             | 待田堂子   | パク・キョンスン  | パク・キョンスン | 秦洋美                                         | 茂木琢次   | 1月22日       |
| 第3話  | 傘                   | 待田堂子   | パク・キョンスン  | パク・キョンスン | 諏訪壮大                                       | 茂木琢次   | 1月22日       |
| 第4話  | 掃除当番             | 坪田文     | 鈴木恭兵          | 鈴木恭兵         | 野田康行                                       | 近藤奈都子 | 1月29日       |
| 第4話  | 逆上がり             | 坪田文     | 鈴木大司          | 佐藤真人         | 宍戸久美子                                     | 近藤奈都子 | 1月29日       |
| 第4話  | 風邪                 | 坪田文     | 鈴木恭兵          | 鈴木恭兵         | 野田康行                                       | 近藤奈都子 | 1月29日       |
| 第4話  | 尾行                 | 坪田文     | 鈴木大司          | 佐藤真人         | 宍戸久美子                                     | 近藤奈都子 | 1月29日       |
| 第5話  | テスト勉強           | 横手美智子 | よしよしえ        | 藤井康晶         | 大豆一博                                       | 茂木琢次   | 2月5日        |
| 第5話  | テスト               | 横手美智子 | よしよしえ        | 藤井康晶         | 大豆一博                                       | 茂木琢次   | 2月5日        |
| 第5話  | テスト返却           | 横手美智子 | よしよしえ        | 藤井康晶         | 大豆一博                                       | 茂木琢次   | 2月5日        |
| 第5話  | 本屋                 | 横手美智子 | よしよしえ        | 藤井康晶         | 大豆一博                                       | 茂木琢次   | 2月5日        |
| 第5話  | 雨宿り               | 横手美智子 | よしよしえ        | 藤井康晶         | 大豆一博                                       | 茂木琢次   | 2月5日        |
| 第6話  | 二人乗り             | 待田堂子   | 宇根信也          | 宇根信也         | はしもとかつみ                                 | 近藤奈都子 | 2月12日       |
| 第6話  | 夏休み初日           | 待田堂子   | 宇根信也          | 宇根信也         | 釘宮洋                                         | 近藤奈都子 | 2月12日       |
| 第6話  | 肝試し               | 待田堂子   | 宇根信也          | 宇根信也         | 釘宮洋、北村晋哉                               | 近藤奈都子 | 2月12日       |
| 第6話  | 自由研究             | 待田堂子   | 宇根信也          | 宇根信也         | 釘宮洋                                         | 近藤奈都子 | 2月12日       |
| 第6話  | 水道                 | 待田堂子   | 宇根信也          | 宇根信也         | はしもとかつみ                                 | 近藤奈都子 | 2月12日       |
| 第7話  | 買い物               | 坪田文     | 大嶋博之、牛草健  | 大嶋博之、牛草健 | 岩永大蔵、小澤和則                             | 茂木琢次   | 2月19日       |
| 第7話  | 水着                 | 坪田文     | 大嶋博之          | 大嶋博之         | 諏訪壮大、小澤和則                             | 茂木琢次   | 2月19日       |
| 第7話  | 海                   | 坪田文     | 大嶋博之          | 大嶋博之         | 小澤和則                                       | 茂木琢次   | 2月19日       |
| 第7話  | 部屋                 | 坪田文     | 大嶋博之          | 大嶋博之         | 岩永大蔵、小澤和則                             | 茂木琢次   | 2月19日       |
| 第8話  | 台風                 | 横手美智子 | パク・キョンスン  | 小倉宏文         | 野田康行、松尾亜希子                           | 近藤奈都子 | 2月26日       |
| 第8話  | マラソン             | 横手美智子 | パク・キョンスン  | 小倉宏文         | 大武正枝、新村杏子 長島崇、岩永大蔵 宍戸久美子 | 近藤奈都子 | 2月26日       |
| 第8話  | わき腹               | 横手美智子 | パク・キョンスン  | 小倉宏文         | 宍戸久美子                                     | 近藤奈都子 | 2月26日       |
| 第8話  | 未練                 | 横手美智子 | パク・キョンスン  | 小倉宏文         | 本多みゆき                                     | 近藤奈都子 | 2月26日       |
| 第9話  | ケータイ             | 横手美智子 | 松本理            | 村田尚樹         | 岡昭彦                                         | 茂木琢次   | 3月5日        |
| 第9話  | ホラー               | 横手美智子 | 松本理            | 村田尚樹         | 岡昭彦                                         | 茂木琢次   | 3月5日        |
| 第9話  | 写真                 | 横手美智子 | 松本理            | 村田尚樹         | 岡昭彦                                         | 茂木琢次   | 3月5日        |
| 第10話 | 背比べ               | 坪田文     | 鈴木大司          | 宇根信也         | 中野彰子                                       | 近藤奈都子 | 3月12日       |
| 第10話 | 寒がり               | 坪田文     | よしよしえ        | 宇根信也         | 松尾亜希子                                     | 近藤奈都子 | 3月12日       |
| 第10話 | お誘い               | 坪田文     | 宇根信也          | 宇根信也         | 松尾亜希子                                     | 近藤奈都子 | 3月12日       |
| 第10話 | 二択クイズ           | 坪田文     | 鈴木大司          | 宇根信也         | 中野彰子                                       | 近藤奈都子 | 3月12日       |
| 第11話 | ネコ                 | 待田堂子   | 小倉宏文          | 佐藤真人         | はしもとかつみ                                 | 茂木琢次   | 3月19日       |
| 第11話 | 好み                 | 待田堂子   | 小倉宏文          | 佐藤真人         | 秦洋美                                         | 茂木琢次   | 3月19日       |
| 第11話 | 似顔絵               | 待田堂子   | 小倉宏文          | 佐藤真人         | はしもとかつみ                                 | 茂木琢次   | 3月19日       |
| 第11話 | 占い                 | 待田堂子   | 小倉宏文          | 佐藤真人         | 野田康行                                       | 茂木琢次   | 3月19日       |
| 第11話 | クリティカル         | 待田堂子   | 小倉宏文          | 佐藤真人         | 野田康行                                       | 茂木琢次   | 3月19日       |
| 第12話 | 手紙                 | 横手美智子 | 深瀬重            | 深瀬重           | 阿曽仁美                                       | 近藤奈都子 | 3月26日       |
| 第12話 | 入学式               | 横手美智子 | よしよしえ        | 深瀬重           | 宍戸久美子                                     | 近藤奈都子 | 3月26日       |
| 第12話 | 席替え               | 横手美智子 | 牛草健            | 深瀬重           | 岩永大蔵                                       | 近藤奈都子 | 3月26日       |
| OVA    | ウォータースライダー | 横手美智子 | 赤城博昭 岩岡夢子 | 岩岡夢子         | 野田康行、岩永大蔵                             | -          | 12月28日      |

### 第2期
| 話数   | サブタイトル       | 脚本     | 絵コンテ         | 演出             | 作画監督                                                                          | 総作画監督 | 初放送日      |
| ------ | ------------------ | -------- | ---------------- | ---------------- | --------------------------------------------------------------------------------- | ---------- | ------------- |
| 第1話  | 教科書             | 加藤還一 | 赤城博昭         | 岩岡夢子         | 川島尚                                                                            | 近藤奈都子 | 2019年 7月7日 |
| 第1話  | 催眠術             | 加藤還一 | 赤城博昭         | 岩岡夢子         | 福田瑞穂                                                                          | 近藤奈都子 | 2019年 7月7日 |
| 第1話  | 寝起き             | 加藤還一 | 赤城博昭         | 岩岡夢子         | 秦洋美                                                                            | 近藤奈都子 | 2019年 7月7日 |
| 第1話  | 水切り             | 加藤還一 | 赤城博昭         | 岩岡夢子         | 野田康行                                                                          | 近藤奈都子 | 2019年 7月7日 |
| 第2話  | 氷                 | 伊丹あき | 深瀬重           | 深瀬重           | 西田美弥子                                                                        | 茂木琢次   | 7月14日       |
| 第2話  | 外見               | 伊丹あき | 深瀬重           | 深瀬重           | 前田義宏                                                                          | 茂木琢次   | 7月14日       |
| 第2話  | 前髪               | 伊丹あき | 深瀬重           | 深瀬重           | 沼田広                                                                            | 近藤奈都子 | 7月14日       |
| 第2話  | バレンタインデー   | 伊丹あき | 深瀬重           | 深瀬重           | 鎌田均、福田瑞穂                                                                  | 諏訪壮大   | 7月14日       |
| 第3話  | エイプリルフール   | 加藤還一 | 松村樹里亜       | 松村樹里亜       | 阿曽仁美                                                                          | 諏訪壮大   | 7月21日       |
| 第3話  | お花見             | 加藤還一 | 松村樹里亜       | 松村樹里亜       | 別所ゆうき                                                                        | 諏訪壮大   | 7月21日       |
| 第3話  | 呼び方             | 加藤還一 | 岩岡夢子         | 松村樹里亜       | 中野江美子                                                                        | 諏訪壮大   | 7月21日       |
| 第3話  | 進級               | 加藤還一 | 岩岡夢子         | 松村樹里亜       | 岩永大蔵                                                                          | 諏訪壮大   | 7月21日       |
| 第4話  | 腕ずもう           | 福田裕子 | よしよしえ       | 大豆一博         | 大豆一博                                                                          | 茂木琢次   | 7月28日       |
| 第4話  | 大人っぽく         | 福田裕子 | よしよしえ       | 大豆一博         | 大豆一博                                                                          | 茂木琢次   | 7月28日       |
| 第4話  | にがみ             | 福田裕子 | よしよしえ       | 大豆一博         | 大豆一博                                                                          | 茂木琢次   | 7月28日       |
| 第4話  | 自転車             | 福田裕子 | よしよしえ       | 大豆一博         | 大豆一博                                                                          | 茂木琢次   | 7月28日       |
| 第5話  | 質問               | 伊丹あき | 宇根信也         | 宇根信也         | 岩永大蔵                                                                          | 諏訪壮大   | 8月4日        |
| 第5話  | まゆ毛             | 伊丹あき | 宇根信也         | 宇根信也         | 秦洋美                                                                            | 諏訪壮大   | 8月4日        |
| 第5話  | 放課後             | 伊丹あき | 宇根信也         | 宇根信也         | 秦洋美                                                                            | 諏訪壮大   | 8月4日        |
| 第5話  | ハッピーバースデー | 伊丹あき | 宇根信也         | 宇根信也         | 福田瑞穂                                                                          | 諏訪壮大   | 8月4日        |
| 第5話  | くしゃみ           | 伊丹あき | 宇根信也         | 宇根信也         | 野田康行                                                                          | 諏訪壮大   | 8月4日        |
| 第6話  | リベンジ           | 伊丹あき | 関野関十         | 深瀬重           | 宍戸久美子                                                                        | 茂木琢次   | 8月11日       |
| 第6話  | ドッジボール       | 伊丹あき | 関野関十         | 深瀬重           | 澤田美香                                                                          | 茂木琢次   | 8月11日       |
| 第6話  | 買い食い           | 伊丹あき | 深瀬重           | 深瀬重           | 宍戸久美子                                                                        | 茂木琢次   | 8月11日       |
| 第6話  | デート             | 伊丹あき | 吉川博明         | 深瀬重           | 茂木琢次                                                                          | 茂木琢次   | 8月11日       |
| 第7話  | 林間学校           | 加藤還一 | 赤城博昭         | 岩岡夢子         | 中野江美子、阿曽仁美 別所ゆうき、川島尚 岩永大蔵、宍戸久美子                      | 諏訪壮大   | 8月18日       |
| 第8話  | 体育倉庫           | 福田裕子 | パク・キョンスン | 村田尚樹         | 岡昭彦                                                                            | 茂木琢次   | 8月25日       |
| 第8話  | 保健室             | 福田裕子 | 岩岡夢子         | 村田尚樹         | 岡昭彦                                                                            | 茂木琢次   | 8月25日       |
| 第8話  | 宝くじ             | 福田裕子 | パク・キョンスン | 村田尚樹         | 岡昭彦                                                                            | 茂木琢次   | 8月25日       |
| 第9話  | あっちむいてほい   | 福田裕子 | 松村樹里亜       | パク・キョンスン | 岩永大蔵                                                                          | 諏訪壮大   | 9月1日        |
| 第9話  | 特技               | 福田裕子 | 松村樹里亜       | パク・キョンスン | 岩永大蔵                                                                          | 諏訪壮大   | 9月1日        |
| 第9話  | お悩み             | 福田裕子 | 松村樹里亜       | パク・キョンスン | 福田瑞穂                                                                          | 諏訪壮大   | 9月1日        |
| 第9話  | メール             | 福田裕子 | 松村樹里亜       | パク・キョンスン | 秦洋美                                                                            | 諏訪壮大   | 9月1日        |
| 第10話 | 目薬               | 福田裕子 | 吉川博明         | 伊福覚志         | 河合拓也                                                                          | 茂木琢次   | 9月8日        |
| 第10話 | スクープ           | 福田裕子 | 吉川博明         | 伊福覚志         | 河合拓也                                                                          | 茂木琢次   | 9月8日        |
| 第10話 | かくれんぼ         | 福田裕子 | 吉川博明         | 伊福覚志         | 河合拓也                                                                          | 茂木琢次   | 9月8日        |
| 第10話 | 宝探し             | 福田裕子 | 吉川博明         | 伊福覚志         | 河合拓也                                                                          | 茂木琢次   | 9月8日        |
| 第11話 | 歩数               | 加藤還一 | 岩岡夢子         | 松村樹里亜       | 宍戸久美子                                                                        | 諏訪壮大   | 9月15日       |
| 第11話 | 花火               | 加藤還一 | 桜井弘明         | 松村樹里亜       | 宍戸久美子                                                                        | 諏訪壮大   | 9月15日       |
| 第11話 | お土産             | 加藤還一 | 小俣真一         | 松村樹里亜       | 中野江美子                                                                        | 諏訪壮大   | 9月15日       |
| 第11話 | 約束               | 加藤還一 | 大地丙太郎       | 松村樹里亜       | 福田瑞穂                                                                          | 諏訪壮大   | 9月15日       |
| 第12話 | 夏祭り             | 伊丹あき | 宇根信也         | 宇根信也         | 茂木琢次、岩永大蔵 阿曽仁美、別所ゆうき 宍戸久美子、清水勝祐 中野江美子、福田瑞穂 | 高野綾     | 9月22日       |

### 第3期
| 話数   | サブタイトル | 脚本     | 絵コンテ            | 演出                      | 作画監督 | 総作画監督                 | 初放送日      |
| ------ | ------------ | -------- | ------------------- | ------------------------- | --- | -------------------------- | ------------- |
| 第1話  | 握力のやつ   | 福田裕子 | 藤井康晶            | 藤井康晶                  | 阿曽仁美、橋本真希 | 茂木琢次                   | 2022年 1月8日 |
| 第1話  | 日焼け       | 福田裕子 | 藤井康晶            | 藤井康晶                  | 依田正彦、阿曽仁美 秦洋美 | 茂木琢次                   | 2022年 1月8日 |
| 第1話  | 新学期       | 福田裕子 | 藤井康晶            | 藤井康晶                  | 福田瑞穂、陳達理 | 茂木琢次                   | 2022年 1月8日 |
| 第2話  | 気配         | 伊丹あき | 宇根信也            | 宇根信也                  | つしまゆりか | 近藤奈都子                 | 1月15日       |
| 第2話  | 続・気配     | 伊丹あき | 宇根信也            | 宇根信也                  | 秦洋美 | 近藤奈都子                 | 1月15日       |
| 第2話  | 持ち物検査   | 伊丹あき | 宇根信也            | 宇根信也                  | 吉田和香子 | 近藤奈都子                 | 1月15日       |
| 第2話  | 図書委員     | 伊丹あき | 宇根信也            | 宇根信也                  | 福田瑞穂、秦洋美 | 近藤奈都子                 | 1月15日       |
| 第2話  | 夕日         | 伊丹あき | 宇根信也            | 宇根信也                  | りお、宇良隆太 大野勉 | 近藤奈都子                 | 1月15日       |
| 第3話  | うちわ       | 加藤還一 | パク・キョンスン    | パク・キョンスン          | つしまゆりか | 茂木琢次 まじろ            | 1月22日       |
| 第3話  | 魔球         | 加藤還一 | パク・キョンスン    | パク・キョンスン          | 阿曽仁美 | 茂木琢次                   | 1月22日       |
| 第3話  | ネコ救出     | 加藤還一 | 桜井弘明            | パク・キョンスン          | 川島尚、依田正彦 りお | 茂木琢次 まじろ            | 1月22日       |
| 第3話  | 雨           | 加藤還一 | パク・キョンスン    | パク・キョンスン          | 大野勉、川島尚 依田正彦、高橋幸 | 小野田将人 茂木琢次 まじろ | 1月22日       |
| 第4話  | 衣替え       | 伊丹あき | 今村洋輝            | 村田尚樹                  | 岡昭彦 | 岡昭彦                     | 1月29日       |
| 第4話  | 冬服         | 伊丹あき | 今村洋輝            | 村田尚樹                  | 岡昭彦 | 岡昭彦                     | 1月29日       |
| 第4話  | お弁当       | 伊丹あき | 今村洋輝            | 村田尚樹                  | 岡昭彦 | 岡昭彦                     | 1月29日       |
| 第4話  | UFO          | 伊丹あき | 松村樹里亜          | 村田尚樹                  | 岡昭彦 | 岡昭彦                     | 1月29日       |
| 第4話  | 夜           | 伊丹あき | 松村樹里亜          | 村田尚樹                  | 岡昭彦 | 岡昭彦                     | 1月29日       |
| 第5話  | 苦手なもの   | 加藤還一 | 今村洋輝            | 今村洋輝                  | 大野勉 | 近藤奈都子                 | 2月5日        |
| 第5話  | ギョーザ     | 加藤還一 | 今村洋輝            | 陳達理                    | 陳達理 | 近藤奈都子                 | 2月5日        |
| 第5話  | 役決め       | 加藤還一 | 久野遥子            | 今村洋輝                  | 陳達理 | 近藤奈都子                 | 2月5日        |
| 第5話  | 釣り         | 加藤還一 | 岡本英樹            | 陳達理                    | 陳達理 | 近藤奈都子                 | 2月5日        |
| 第6話  | 文化祭       | 福田裕子 | 藤井康晶            | 藤井康晶 パク・キョンスン | 福田瑞穂、小和田良博 前田園香、五十嵐直子 小原佑太、中野江美子 Studio MASSKET                                                        | 茂木琢次                   | 2月12日       |
| 第7話  | 散歩         | 伊丹あき | パク・キョンスン    | パク・キョンスン          | 川島尚 | 小野田将人                 | 2月19日       |
| 第7話  | 忘れもの     | 伊丹あき | パク・キョンスン    | パク・キョンスン          | 松尾亜希子 | 小野田将人                 | 2月19日       |
| 第7話  | サンタさん？ | 伊丹あき | パク・キョンスン    | パク・キョンスン          | 大和田彩乃 | 小野田将人                 | 2月19日       |
| 第7話  | 編み物       | 伊丹あき | パク・キョンスン    | パク・キョンスン          | 福田瑞穂 | 小野田将人                 | 2月19日       |
| 第8話  | 寄り道 (1)   | 伊丹あき | 西田章二            | 村田尚樹                  | 岡昭彦 | 岡昭彦                     | 2月26日       |
| 第8話  | 寄り道 (2)   | 伊丹あき | 西田章二            | 村田尚樹                  | 川島尚 | 茂木琢次                   | 2月26日       |
| 第8話  | 寄り道 (3)   | 伊丹あき | 西田章二            | 村田尚樹                  | 秦洋美 | 近藤奈都子                 | 2月26日       |
| 第8話  | 寄り道 (4)   | 伊丹あき | 西田章二            | 村田尚樹                  | 秦洋美 | 小野田将人                 | 2月26日       |
| 第8話  | レンタルDVD  | 伊丹あき | 西田章二            | 村田尚樹                  | 岡昭彦 | 岡昭彦                     | 2月26日       |
| 第9話  | クリスマス   | 伊丹あき | 松村樹里亜 今村洋輝 | 今村洋輝                  | 松尾亜希子、川島尚 勝又聖人、大野勉                                                                                                  | 近藤奈都子                 | 3月5日        |
| 第10話 | 初詣で       | 加藤還一 | 福田裕也            | 渡辺万里恵                | 岡昭彦、森悦史 | 岡昭彦                     | 3月12日       |
| 第10話 | 雪だるま     | 加藤還一 | 福田裕也            | 渡辺万里恵                | 佐々木一浩 | 岡昭彦                     | 3月12日       |
| 第10話 | お正月       | 加藤還一 | 福田裕也            | 渡辺万里恵                | 仁井宏隆 | 岡昭彦                     | 3月12日       |
| 第10話 | 相談         | 加藤還一 | 大地丙太郎          | 渡辺万里恵                | 岡昭彦 | 岡昭彦                     | 3月12日       |
| 第11話 | 2月14日      | 福田裕子 | 宇根信也            | 陳達理                    | 秦洋美、大野勉 陳達理、江端恭平 飯田光尋、小原佑太 野田康行 Studio MASSKET                                                           | 小野田将人                 | 3月19日       |
| 第12話 | 3月14日      | 福田裕子 | 吉川博明            | 別所ゆうき                | 柴田ユウジ、松尾亜希子 岡田絵里香、野田康行 森智夫、小島尚 湯川純、牛ノ濱由惟 小野慎哉、松下清志 大野勉、別所ゆうき 秦洋美、小原佑太 | 茂木琢次                   | 3月26日       |

## 放送局
| 放送期間                | 放送時間                     | 放送局     | 対象地域   | 備考                  |
| ----------------------- | ---------------------------- | ---------- | ---------- | --------------------- |
| 2018年1月8日 - 3月26日  | 月曜 23:00 - 23:30           | TOKYO MX   | 東京都     |                       |
| 2018年1月9日 - 3月27日  | 火曜 1:59 - 2:29（月曜深夜） | 読売テレビ | 近畿広域圏 | 『MANPA』第1部        |
| 2018年1月10日 - 3月28日 | 水曜 1:30 - 2:00（火曜深夜） | BS11       | 日本全域   | BS放送 / 『ANIME+』枠 |

| 配信開始日    | 配信時間                     | 配信サイト |
| ------------- | ---------------------------- | --- |
| 2018年1月10日 | 水曜 0:30 - 1:00（火曜深夜） | ニコニコ生放送 |
|               | 水曜 1:00（火曜深夜）更新    | ニコニコチャンネル |
|               | 水曜 更新                    | Netflix J:COMオンデマンド ひかりTV Amazon Prime Video ビデオマーケット Google Play Rakuten TV TSUTAYA TV GYAO! PlayStation Video バンダイチャンネル アクトビラ HAPPY!動画 ムービーフルPlus OnGenムービー |

| 放送期間                | 放送時間                     | 放送局       | 対象地域   | 備考                      |
| ----------------------- | ---------------------------- | ------------ | ---------- | ------------------------- |
| 2019年7月7日 - 9月22日  | 日曜 23:30 - 月曜 0:00       | TOKYO MX     | 東京都     |                           |
| 2019年7月8日 - 9月23日  | 月曜 22:00 - 22:30           | AT-X         | 日本全域   | CS放送 / リピート放送あり |
| 2019年7月9日 - 9月24日  | 火曜 2:29 - 2:59（月曜深夜） | 読売テレビ   | 近畿広域圏 | 『MANPA』第2部            |
|                         | 火曜 23:30 - 水曜 0:00       | BS日テレ     | 日本全域   | BS/BS4K放送               |
| 2019年7月10日 - 9月25日 | 水曜 23:30 - 木曜 0:00       | J:COMテレビ  | 日本国内   | CATV / 『アニおび』枠     |
| 2019年7月12日 - 9月27日 | 金曜 1:00 - 1:30（木曜深夜） | テレビ神奈川 | 神奈川県   |                           |
| 2019年7月18日 - 10月3日 | 木曜 2:26 - 2:56（水曜深夜） | 北海道放送   | 北海道     |                           |

| 配信開始日    | 配信時間  | 配信サイト |
| ------------- | --------- | --- |
| 2019年7月7日  | 日曜 更新 | Netflix |
| 2019年7月10日 | 水曜 更新 | ニコニコチャンネル J:COMオンデマンド みるプラス ビデオパス FOD バンダイチャンネル ビデオマーケット DMM.com クランクイン！ビデオ U-NEXT あにてれ ひかりTV GYAO! Amazon Prime Video Google Play YouTube Rakuten TV TSUTAYA TV HAPPY!動画 |

| 放送期間                | 放送時間                     | 放送局        | 対象地域 | 備考                                                                           |
| ----------------------- | ---------------------------- | ------------- | -------- | ------------------------------------------------------------------------------ |
| 2022年1月8日 - 3月26日  | 土曜 1:25 - 1:55（金曜深夜） | TBS系列全28局 | 日本国内 | 字幕放送 / 連動データ放送 / 『スーパーアニメイズム』枠 初回は1:55 - 2:25に放送 |
|                         | 土曜 21:00 - 21:30           | AT-X          | 日本全域 | CS放送 / 字幕放送 / リピート放送あり                                           |
| 2022年1月11日 - 3月29日 | 火曜 1:00 - 1:30（月曜深夜） | J:COMテレビ   | 日本国内 | CATV / 『アニおび』枠                                                          |

| 配信開始日            | 配信時間                          | 配信サイト |
| --------------------- | --------------------------------- | --- |
| 2022年1月8日          | 土曜 2:00（金曜深夜） 更新        | dアニメストア Netflix |
| 2022年1月13日         | 木曜 0:00（水曜深夜） 更新        | ニコニコチャンネル |
|                       | 木曜 0:00 - 0:30（水曜深夜）      | ABEMA |
| 2022年1月13日以降順次 | 木曜 0:00（水曜深夜）以降順次更新 | Disney+ Amazon Prime Video U-NEXT アニメ放題 J:COMオンデマンド みるプラス TELASA auスマートパスプレミアム バンダイチャンネル Hulu ムービーフルPlus OnGenムービー ひかりTV Paravi ビデオマーケット Rakuten TV Google Play YouTube HAPPY!動画 クランクイン！ビデオ FOD |

| 毎日放送制作・TBS系列 スーパーアニメイズム   | 毎日放送制作・TBS系列 スーパーアニメイズム | 毎日放送制作・TBS系列 スーパーアニメイズム             |
| 前番組                                       | 番組名                                     | 次番組                                                 |
| -------------------------------------------- | ------------------------------------------ | ------------------------------------------------------ |
| ブルーピリオドでーじミーツガール - ※おしり枠 | からかい上手の高木さん3                    | ダンス・ダンス・ダンスールじゃんたま PONG☆ - ※おしり枠 |

## BD / DVD
| 巻 | 発売日        | 収録話          | 規格品番   | 規格品番   |
| 巻 | 発売日        | 収録話          | BD         | DVD        |
| -- | ------------- | --------------- | ---------- | ---------- |
| 1  | 2018年3月28日 | 第1話 - 第2話   | TBR-28091D | TDV-28097D |
| 2  | 2018年4月18日 | 第3話 - 第4話   | TBR-28092D | TDV-28098D |
| 3  | 2018年5月23日 | 第5話 - 第6話   | TBR-28093D | TDV-28099D |
| 4  | 2018年6月13日 | 第7話 - 第8話   | TBR-28094D | TDV-28100D |
| 5  | 2018年7月18日 | 第9話 - 第10話  | TBR-28095D | TDV-28101D |
| 6  | 2018年8月15日 | 第11話 - 第12話 | TBR-28096D | TDV-28102D |

| 巻 | 発売日         | 収録話          | 規格品番   | 規格品番   |
| 巻 | 発売日         | 収録話          | BD         | DVD        |
| -- | -------------- | --------------- | ---------- | ---------- |
| 1  | 2019年9月18日  | 第1話 - 第2話   | TBR-29175D | TDV-29181D |
| 2  | 2019年10月16日 | 第3話 - 第4話   | TBR-29176D | TDV-29182D |
| 3  | 2019年11月20日 | 第5話 - 第6話   | TBR-29177D | TDV-29183D |
| 4  | 2019年12月18日 | 第7話 - 第8話   | TBR-29178D | TDV-29184D |
| 5  | 2020年1月22日  | 第9話 - 第10話  | TBR-29179D | TDV-29185D |
| 6  | 2020年2月19日  | 第11話 - 第12話 | TBR-29180D | TDV-29186D |

| 巻 | 発売日        | 収録話         | 規格品番   | 規格品番 |
| 巻 | 発売日        | 収録話         | BD         | DVD      |
| -- | ------------- | -------------- | ---------- | -------- |
| 1  | 2022年3月16日 | 第1話 - 第6話  | TBR-31304D | -        |
| 2  | 2022年4月20日 | 第7話 - 第12話 | TBR-31305D | -        |

## CD
| 発売日        | タイトル                                                                                | 規格品番・備考 |
| ------------- | --------------------------------------------------------------------------------------- | -------------- |
| 2018年2月28日 | DJCD「TVアニメ『からかい上手の高木さん』Presents からかい上手の高"橋"さんラジオ」       | TBCR-0979      |
| 2018年3月28日 | 「からかい上手の高木さん」Cover Song Collection                                         | THCA-60210     |
| 2018年4月18日 | 「からかい上手の高木さん」Music Collection                                              | THCA-60211     |
| 2019年9月25日 | 「からかい上手の高木さん2」Cover Song Collection                                        | THCA-60250     |
| 2019年9月25日 | 「からかい上手の高木さん2」Music Collection                                             | THCA-60251     |
| 2020年1月29日 | ラジオCD「TVアニメ『からかい上手の高木さん2』Presents からかい上手の高"橋"さんラジオ2」 | TBZR-1141/2    |
| 2022年6月10日 | TVアニメ「からかい上手の高木さん3」Music Collection                                     | 配信限定       |
| 2022年6月10日 | 劇場版「からかい上手の高木さん」Music Collection                                        | 配信限定       |
| 2022年7月13日 | 「からかい上手の高木さん3&劇場版」Cover Song Collection                                 | THCA-60272     |
| 2022年7月13日 | 「からかい上手の高木さん3&劇場版」Memorial Box                                          | THCA-60274     |

## ラジオ

### Webラジオ
高木さん役の高橋李依によるWebラジオが音泉にて配信。
第1期『TVアニメ『からかい上手の高木さん』Presents からかい上手の高"橋"さんラジオ』は、2017年12月20日にプレ配信後、2018年1月10日から4月4日まで配信された。第2期『TVアニメ『からかい上手の高木さん』Presents からかい上手の高"橋"さんラジオ2』は、2019年7月3日から10月2日まで配信された。
ゲスト
第1期
- 第4回 - 大原ゆい子（OP担当）

第2期
- 第2回 - 梶裕貴（西片 役）
- 第3回 - 大原ゆい子（OP担当）
- 第5回 - 朝日奈丸佳（鷹川すみれ 役）
- 第7回 - 小倉唯（サナエ 役）

### 地上波ラジオ
高木さん役の高橋李依によるラジオ番組『からかい上手の高木さん 深夜のニヤキュンラジオ』がbayfmにて2022年1月7日（6日深夜）から同年6月30日（7月1日深夜）まで、毎週金曜0時30分（木曜深夜）より放送された。後日、アフタートークを含めたアーカイブがTOHO animation - YouTubeチャンネルで公開されている。
ゲスト
- 第20回・第21回 - 大原ゆい子（主題歌担当）
- 第23回 - 梶裕貴（西片 役）

## VRアニメ
2020年5月22日よりカヤック発売のVRアニメ『からかい上手の高木さんVR 1学期』をOculusストアおよびSteamストアで発売。対応はOculus Rift S、Oculus Rift、HTC VIVE、HTC VIVE Pro HMD。主人公の西片の目線で高木さんからのからかいを擬似体験できる。2020年12月3日に『からかい上手の高木さんVR 1&2学期』も発売。

## エイプリルフールネタ
2018年のエイプリルフールには、高木さんの小学生時代を描く『からかい上手の高木ちゃん』のアニメ化という嘘の発表がされた。

## 劇場アニメ
2021年9月に、テレビアニメ第3期とともに制作が発表された。2022年6月10日に東宝映像事業部配給で公開。6月第2週公開映画の初日満足度ランキング1位であった。
2023年1月10日より、Amazon Prime Videoにて見放題独占配信中。

### 登場人物（劇場アニメ）

#### オリジナルキャラクター
ハナ
声 - 水瀬いのり
西片と高木さんが拾った子ネコ。まだ、「ミー、ミー｣としか鳴くことができない。花と戯れる姿を見た2人から「ハナ｣と名付けられた。
太田さん
声 - 戸松遥
西片と高木さんが訪れたペットグッズショップの店員。2人に子ネコについてのアドバイスをしてくれた。その後も2人と子ネコのことを気にかけている。
山本が監督の赤城博昭から聞いた、「宮崎駿監督の『魔女の宅急便』に登場するウルスラみたいな雰囲気を、なんとなくイメージしています」との言葉を意識して描いたキャラクター。
カツオ
声 - 福島潤
西片と高木さんが訪れたペットショップにいたインコ。人間の言葉を真似るのが得意で、その言葉にはかなりの毒舌が含まれていることもある。

### スタッフ（劇場アニメ）
- 原作・監修 - 山本崇一朗[46]
- 監督 - 赤城博昭[46]
- 構成 - 福田裕子[46]
- 脚本 - 福田裕子、伊丹あき、加藤還一[46]
- キャラクターデザイン - 髙野綾[46]
- サブキャラクターデザイン - 茂木琢次、近藤奈都子、栁澤彼方、広中千恵美
- プロップデザイン - 阿曽仁美、広中千恵美、大武正枝
- 絵コンテ - 赤城博昭、藤井康晶、今村洋輝
- 演出 - 赤城博昭、藤井康晶、陳達理、パク・キョンスン、松村樹里亜、小笠原卓也
- 作画監督 - 近藤奈都子、茂木琢次、岡昭彦、栁澤彼方、陳達理、小原佑太、松尾亜希子、中城悦雄、WOO GEUM-YEONG、KIM MINJA、PARK SANG-HO
- プロップ作画監督 - 吉本拓二、別所ゆうき
- 美術設定 - 池田祐二[46]
- 美術監督 - 笠原由紀[46]
- 色彩設計 - 横井未加[46]
- 撮影監督 - 牧野真人[46]
- CG監督 - 神林憲和
- 編集 - 中葉由美子[46]
- 音響監督 - えのもとたかひろ[46]
- 音響制作 - マジックカプセル
- 音楽 - 堤博明[46]
- 音楽プロデューサー - 小林健樹
- 劇中音楽制作 - 東宝ミュージック
- アニメーションプロデューサー - 櫻井洋介
- エグゼクティブプロデューサー - 天野賢、西啓、山中一孝、備前島幹人
- プロデューサー - 荒木元道、平原唯灯、上野裕平、佐々木礼子、伊藤悠公
- アソシエイトプロデューサー - 西川由香里、稲垣豪、菱山光輝、木谷健太郎
- アニメーション制作 - シンエイ動画[46]
- 配給 - 東宝映像事業部[46]
- 製作 - 劇場版「からかい上手の高木さん」製作委員会（シンエイ動画、アスミック・エース、東宝、小学館、小学館集英社プロダクション）

### 主題歌（劇場アニメ）

#### 主題歌・挿入歌
主題歌および挿入歌の作詞・作曲・歌は、テレビアニメでオープニングテーマおよび一部の挿入歌で作詞・作曲・歌を担当した大原ゆい子が担当。
「はじまりの夏」
主題歌。編曲は吉田穣。
「ハマボウの花」
挿入歌。編曲はMANYO。

#### エンディングテーマ
エンディングテーマは、テレビアニメと同様に高木さん（高橋李依）によるカバー楽曲である。なお、エンディングテーマは全4曲、週替わりとなり、第5週以降は再び第1週の「明日への扉」から順次週替わりとなる。
| 週数  | 曲名       | 作詞     | 作曲     | 編曲     | カバー元           |
| ----- | ---------- | -------- | -------- | -------- | ------------------ |
| 第1週 | 明日への扉 | ai       | ai       | 久下真音 | I WiSH             |
| 第2週 | 天体観測   | 藤原基央 | 藤原基央 | 久下真音 | BUMP OF CHICKEN    |
| 第3週 | fragile    | 持田香織 | 菊池一仁 | 久下真音 | Every Little Thing |
| 第4週 | 君に届け   | 山村隆太 | 阪井一生 | 久下真音 | flumpool           |

### BD / DVD（劇場アニメ）
2022年11月16日発売。発売・販売元は東宝
- 劇場版「からかい上手の高木さん」豪華版Blu-ray（2枚組）
  - 仕様[50]
    - キャラクターデザイン：髙野綾描き下ろし三方背ケース
    - デジパック仕様
    - 本編ディスク（本編約72分+特典映像28分）
    - 特典映像ディスク（112分）

  - 封入特典[50]
    - 特製ブックレット（44P）
    - 原作者：山本崇一朗描き下ろしイラストカード

  - 映像特典（本編ディスク収録）[50]
    - 特報
    - 予告
    - PV
    - CM
    - 週替わりEDノンクレジットver.

  - 映像特典（特典ディスク収録）[50]
    - “ぶらり旅”上手の高橋さんin小豆島
    - 完成披露舞台挨拶（2022年6月4日：TOHOシネマズ日比谷）
    - 公開記念舞台挨拶（2022年6月11日：TOHOシネマズ日比谷）
    - 大ヒット御礼舞台挨拶（2022年6月25日：TOHOシネマズ日比谷）

  - 品番：TBR32054D[50]
- 劇場版「からかい上手の高木さん」通常版DVD（1枚組）
  - 仕様[50]
    - 本編ディスク（本編約72分+特典映像28分）
    - アマレイケース

  - 映像特典[50]
    - 特報
    - 予告
    - PV
    - CM
    - 週替わりEDノンクレジットver.

  - 品番：TDV32055D[50]

### プロモーション（劇場アニメ）

#### 前売り券
特典付き前売り券第1弾
2022年4月1日より発売。前売り券のイラストはティザービジュアルを使用。特典はティザービジュアルを使用した、白い用紙を挟むとイラストが変化する「夜から昼に変わる 特製ギミッククリアファイル」。
特典付き前売り券第2弾
2022年4月29日より発売。前売り券のイラストは第1弾のイラストの夜バージョン。特典はメインビジュアルを使用した「見守りたい 特製クリアファイル」。
特典付きオンライン前売り券
2022年4月1日より発売。特典はティザービジュアルを使用した特製スマホ壁紙。

#### 入場者プレゼント
『からかい上手の高木さん “映画”巻』
入場者プレゼント第1弾。原作者：山本崇一朗による描き下ろし漫画2本、キャラクター紹介・高橋李依、梶裕貴のコメント、原作者による太田さんのキャラクター原案、原作者への一問一答、TVシリーズヒストリーが収録。
入場者プレゼント第5弾として再配布された。
「小豆島からあなたへ！高木さんメッセージ付きポストカード」（3種ランダム）
入場者プレゼント第2弾。夏の小豆島の風景「迷路のまち」「ギリシャ風車」「幸せのオリーブポスト」と高木さんが描かれているポストカードで、表面には高木さんによるメッセージが書かれている。
「思わずニヤキュン！特製フィルム風しおり」（5種ランダム）
入場者プレゼント第3弾。劇中のカットを切り取ったクリア仕様のしおり。
「夜から昼に変わる！特製ギミッククリアファイル＜大人ver.＞」
入場者プレゼント第4弾。ティザービジュアルの大人バージョンのイラストが使用されている。
「原作者・山本崇一朗描きおろしイラストボード」
入場者プレゼント第6弾。2022年6月25日に、TOHOシネマズ日比谷で開催された大ヒット御礼舞台挨拶にて公開されたイラストを使用したイラストボード。

#### スペシャル動画
『劇場公開記念！3人娘と振り返る「からかい上手の高木さん」10分動画』が2022年6月3日よりTOHO animation - YouTubeチャンネルにて公開。劇場版本編で描かれる夏休みを目前に控えたミナ、ユカリ、サナエの3人がこれまでの思い出の写真や動画のデータを見ながら、“ニヤキュン”な日々を振り返る会話劇のような構成となっている。なお、3人の音声は新規に収録している。

#### イベント
「みんなが選ぶ！「からかい」上映会」
劇場版の公開および、本作のレーベルであるTOHO animationの10周年を記念した、TOHO animationとTOHOシネマズによる特別上映イベント「TOHO animation THEATER FES」の一環として、2022年5月22日にTOHOシネマズ新宿、TOHOシネマズ池袋、TOHOシネマズなんばの3か所で開催された。投票で決まった上位7エピソード（第2期第11話「約束」、第3期第12話「3月14日」、第3期第6話「文化祭」、第2期第12話「夏祭り」、第1期第11話「クリティカル」、第3期第9話「クリスマス」、第2期第7話「林間学校」）が上映された。入場者特典は、全ての目盛りが「0」の「ゼロセンチメートル定規」。
「劇場版「からかい上手の高木さん」完成披露上映会」
劇場版の完成を記念して、2022年6月4日にTOHOシネマズ日比谷にて行われた。登壇者は高橋李依、梶裕貴、大原ゆい子。
「公開記念・黒板アートドローイング生配信」
2022年6月5日、6日に黒板アートの制作過程がTwitterにて生配信された。完成した黒板アートは、6月10日から12日の間、東京メトロ新宿駅丸ノ内線メトロプロムナードにて掲出された。
「第40回小豆島まつり」
2022年8月7日に開催された「第40回小豆島まつり」の『からかい上手の高木さん』とのコラボステージにて、高橋李依、大原ゆい子、赤城博昭によるトークショーや、高橋李依&大原ゆい子のライブ歌唱が行われた。